# Myrioblephara mollis
Myrioblephara mollis là một loài bướm đêm trong họ Geometridae.